# Tevita Mara
Ratu Tevita Kapaiwai Lutunauga Uluilakeba Mara é um militar de carreira fijiano.

## Família
Tevita Mara é filho do falecido Ratu Sir Kamisese Mara, antigo primeiro-ministro e presidente das Fiji. Sua irmã mais velha, Adi Koila Nailatikau, é casada com o presidente das Fiji, nomeado pelos militares, Ratu Epeli Nailatikau.

## Carreira militar e fuga para Tonga
Ingressou no Exército em 1988 e passou a ocupar o posto de tenente-coronel a partir do início de 2006. Em 3 de fevereiro, foi nomeado chefe do Estado-Maior do Exército, sucedendo ao coronel Meli Saubulinayau, que era um parente próximo dele. Esta posição era a quarta mais alta nas Forças Armadas das Fiji. Mara ocupou o cargo por vários meses, antes de ser nomeado Comandante do Terceiro Regimento de Infantaria, uma posição-chave no Exército das Fiji, pois controla a divisão de infantaria, que tem cerca de 500 soldados armados.
Em maio de 2011 foi indiciado por motim e acusado de tentar derrubar o governo do Comodoro Frank Bainimarama. No entanto, fugiu das Fiji em 9 de maio de 2011 com a ajuda da Marinha Real Tonganesa, e foi declarado foragido pelo governo fijiano sob a Lei de Extradição. Mara divulgou um vídeo em 14 de maio criticando Bainimarima e o procurador-geral de Fiji, Aiyaz Sayed-Khaiyum. Ele posteriormente se reuniu com autoridades na Austrália e Nova Zelândia.
Tevita Mara tornou-se asilado e protegido do rei de Tonga George Tupou V - um parente distante do seu pai - o que resultaria em uma tensão diplomática entre Fiji e Tonga.